# Saint-Martin-sur-Nohain
 Saint-Martin-sur-Nohain  es una población y comuna francesa, situada en la región de Borgoña, departamento de Nièvre, en el distrito de Cosne-Cours-sur-Loire y cantón de Pouilly-sur-Loire.

## Demografía
| 373 | 396 | 356 | 367 | 358 | 370 |
| Para los censos de 1962 a 1999 la población legal corresponde a la población sin duplicidades (Fuente: INSEE [Consultar]) |     |     |     |     |     |